# Université de Tunis - El Manar
L'université de Tunis - El Manar (arabe : جامعة تونس المنار) est une université située à Tunis, capitale de la Tunisie, fondée en 1987 sous le nom de université des sciences, des techniques et de médecine de Tunis puis devenue université de Tunis - El Manar en 2000.

## Historique
L'université de Tunis El Manar est créée en 1987 sous le nom de « université des sciences, des techniques et de médecine de Tunis » par l'article 97 de la loi n°87-83 du 31 décembre 1987. Elle prend sa dénomination actuelle avec le décret no 2000-2826 de 27 novembre 2000, portant sur le changement d'appellation des universités.

## Organisation
L'université de Tunis El Manar regroupe quinze établissements dont quatre en cotutelle : quatre facultés, deux écoles et neuf instituts.

### Facultés
- Faculté de droit et des sciences politiques de Tunis (créée en 1960)
- Faculté des sciences économiques et de gestion de Tunis (ar) (créée en 1960)
- Faculté des sciences mathématiques, physiques et naturelles de Tunis (créée en 1960)
- Faculté de médecine de Tunis (créée en 1964)

### Écoles
- École nationale d'ingénieurs de Tunis (créée en 1968)
- École supérieure des sciences et techniques de la santé de Tunis (créée en 1989)

### Instituts

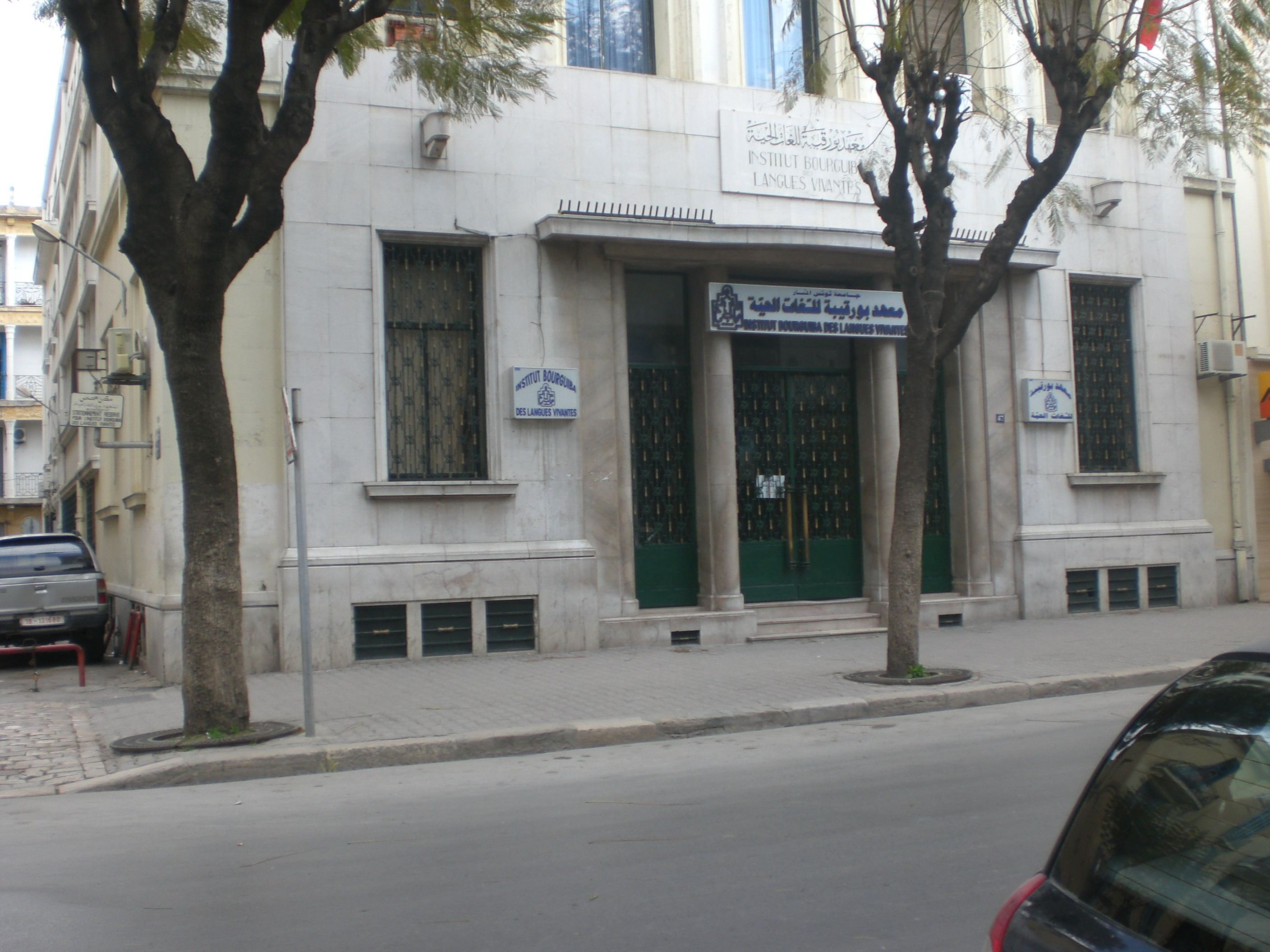
Institut Bourguiba des langues vivantes.

- Institut Pasteur de Tunis (créé en 1893)
- Institut de recherche vétérinaire de Tunis (créé en 1897)
- Institut Bourguiba des langues vivantes (créé en 1964)
- Institut supérieur des sciences humaines de Tunis (ar) (créé en 1999)
- Institut préparatoire aux études d'ingénieurs d'El Manar (créé en 2001)
- Institut supérieur des technologies médicales de Tunis (ar) (créé en 2001)
- Institut supérieur d'informatique (créé en 2002)
- Institut supérieur des sciences biologiques appliquées de Tunis (ar) (créé en 2003)
- Institut supérieur des sciences infirmières de Tunis (créé en 2006)

## Domaines de formation
- Langues et sciences humaines
- Sciences juridiques et politiques
- Sciences économiques et de gestion
- Sciences médicales et de la santé
- Sciences fondamentales
- Sciences et techniques de l'ingénieur

L'université compte également deux chaires de l'Unesco : la chaire pour les mathématiques et le développement et la chaire des droits d'auteurs et des droits voisins.

## Classement
Elle est classée par le U.S. News & World Report au 11e rang du classement régional 2016 des universités arabes.
Selon le classement de Shanghai en 2019, l'université occupe la première place au Maghreb, la dixième au niveau arabe et la onzième en Afrique. Elle figure également dans la liste des 500 meilleures universités dans les spécialités de la médecine clinique et de la biotechnologie.